# Гаджали
Гаджали (тур. gacallar та гаг. gacallar) — тюркомовна група мусульманського віросповідання, що проживає на сході Балкан. 
Основні райони розселення гаджалів розташовані на крайньому південному сході республіки Болгарія, а також у регіоні Східна Фракія (Туреччина). 
Через тюркську мову та ісламське віросповідання в обох країнах гаджалів зазвичай зараховують до турків, хоча гаджали продовжують зберігати деяку етнічну відособленість через відмінний етногенез. 
Рідною для гаджалів є балкано-гагаузька мова, що піддається дедалі більшому отуречуванню. 
Загальна чисельність гаджалів становить близько 300 000 осіб, зокрема носіїв мови близько 20 000. 
Вивчення етнографії гаджалів, як і гагаузів , багато часу приділив російський учений Валентин Олександрович Мошков.

## Етногенез
Згідно В. Мошкову гаджали це нащадками печенігів, узів і торків
.
Історичною областю формування гаджалів була місцевість Лудогор'я у сучасній північно-східній Болгарії. 
Ймовірно, що це нащадки залишків стародавніх тюркських племен, які мігрували на Балкани у VII—XI ст. зі сходу. 
Це відрізняє гаджалів від власне турків, які прийшли на Балкани з півдня пізніше (XIV—XVI століття). 
Саме тому навіть гаджали, які проживають у Туреччині, вважають за краще зберігати етнокультурну дистанцію у своїх відносинах із турками.

## Етнонім
Слово гаджал походить від циганського слова "гаджо", що перекладається як "чужий", і є  екзоетнонімом , даним їм православними балканськими народами.

## В Османській імперії
Після 1878 року, коли після чергової російсько-турецької війни позиції Туреччини на Балканах похитнулися, гаджали почали активно переселятися до Туреччини. 
Деякі групи пішли до центральної Анатолії, де остаточно асимілювалися в турецькому середовищі, але більша частина залишилася в Фракійській Туреччині, заснувавши низку сільських поселень у районі міста Едірне. 
І сьогодні населення Східної Фракії традиційно ділиться на дві групи: місцеві (ерлілер) та переселенці (мухаджири ). 
Примітно й те, що саме місцевих фракійців іноді зараховують до власне гаджалів, а ось гаджалів-переселенців називають асил-гаджаллар.

## Етнографія
Незважаючи на відданість ісламу та мовну спорідненість із турками, гаджали, особливо сільські, ведуть досить замкнутий спосіб життя. Гаджали компактно проживають у селах неподалік від Сіліврі (провінція Стамбул), Кешан (провінція Едірне) та в горах Істранджа (провінція Киркларелі ). 
Невеликі групи гаджалів живуть також у Греції — в Александруполісі (Дедеагач), Драмі, Серезі, Флоріні (Кайалар). 
У самій Болгарії вздовж турецького кордону зустрічаються поселення гагаузомовних мусульман — шиїтів (так зв. амуджа) 
.